# Alice e Bob

Una rappresentazione stilizzata di Bob e Alice durante l'invio di un messaggio crittografato con chiave pubblica.

I nomi Alice e Bob sono molto usati come personaggi in campi come la crittografia, la teoria dei giochi e la fisica. I nomi sono usati per convenienza, poiché espressioni come "La persona A vuole mandare un messaggio alla persona B" può diventare difficile da seguire, specialmente in sistemi complessi che usano molti passaggi.

## Lista di personaggi
Questa lista è tratta principalmente dal libro Applied Cryptography di Bruce Schneier. I nomi non seguono sempre l'alfabeto.
- Alice e Bob. Generalmente Alice vuole mandare un messaggio a Bob. Questi nomi furono usati da Ron Rivest, Adi Shamir e Leonard Adleman nel 1978 nell'articolo A method for obtaining digital signatures and public-key cryptosystems su Communications of the Association for Computing Machinery[2] che presentava il crittosistema RSA (nel 1977 i rapporti tecnici sull'RSA non usavano questi nomi). Rivest negò che questi nomi avessero a che fare con il film del 1969 Bob & Carol & Ted & Alice come fu suggerito occasionalmente da altri. Alice e Bob comparirono, un altro contesto, anche nel 1981 nell'articolo Coin Flipping by Telephone: A Protocol for Solving Impossible Problems[3] di Manuel Blum. In italiano si trovano anche i nomi Aldo e Bruno.
- Carol, Claire, Carlos o Charlie è il terzo partecipante alla comunicazione.[4][5]
- Chuck, un terzo partecipante, in genere la spia.[6]
- Dan, Dave, David, Darington o Diane, il quarto partecipante, e così avanti in ordine alfabetico.[4][5]
- Eve, (da eavesdropper, in inglese "origliare") chi origlia, chi ascolta le conversazioni altrui, è di solito un'attaccante passiva. Può ascoltare i messaggi tra Alice e Bob, ma non può modificarli.[4] Nella crittografia quantistica Eve può rappresentare l'ambiente (in inglese environment).
- Erin, Eggbert o Evulz, un quinto partecipante generico, ma usato raramente per evitare confusioni con Eve.
- Faith, Faithful o Faythe, una persona fidata, un corriere o un intermediario (registro di chiavi o password). Può essere una macchina o un umano, ma è usato di rado.
- Frank o Fred, il sesto, generico, partecipante.
- Gary, un rappresentante del governo, che cerca di obbligare Alice e Bob a inserire delle backdoor nei loro protocolli e/o deliberatamente indebolisce gli standard.[7]
- Heidi o Harry, un progettista malizioso di standard crittografici. È usato raramente.
- Isaac è l'ISP (Internet Service Provider).
- Ivan, una banca o un'emittente di criptovalute, citata per primo da Ian Grigg nel contesto dei contratti ricardiani.[4][8]
- Justin o Judy , un giudice che può essere chiamato a risolvere una potenziale controversia tra i partecipanti o semplicemente un ulteriore partecipante.[4]
- John, un ennesimo partecipante.[5]
- Mallory, intruso che attacca la rete in maniera attiva. A differenza di Eve inserisce pacchetti nella rete, ascolta ed eventualmente modifica la comunicazione tra Alice e Bob (attacco Man in the middle), ed è più difficile da contrastare rispetto a Eve. Anche conosciuto come Trudy.
- Matilda, un monitor passivo.[9]
- Michael o Mike, usato come alternativa alla intercettatrice Eve.[4]
- Nick, un ennesimo personaggio.[10]
- Niaj, usato come alternativa alla intercettatrice Eve in diverse nazioni dell'Asia meridionale.[4][11]
- Olivia, un oracolo, che fornisce dati esterni a contratti intelligenti che risiedono su sistemi di registro distribuito (comunemente indicato come blockchain).
- Oscar, un oppositore, ha un ruolo simile a Mallory, ma non necessariamente maligno. Può avere buone intenzioni (white hat), ma vuole comunque craccare, modificare, sostituire o leggere i messaggi.[12]
- Patrick, Peggy o Penny, fornisce le prove e generalmente interagisce con Victor o con Nick.[10] Usati spesso nella dimostrazione a conoscenza zero.
- Rupert o Ron, un oppositore, un ripudiatore che appare per le interazioni che desiderano il non ripudio.[13]
- Steve o Sybil, utenti malintenzionati con pseudonimi, che di solito utilizzano un gran numero di identità fasulle. Ad esempio, Sybil potrebbe tentare di sovvertire un sistema di reputazione.[14] Si veda l'attacco di Sybil.
- Trent, Tommy, Troper o Thilg, figura di arbitro neutrale di cui tutti si fidano (in genere rappresenta una Certification Authority).[15]
- Trudy (da intruder), un intruso.[16]
- Victor[1] o Vanna,[17] è un utente che verifica le prove fornite da Peggy. Usato spesso nella dimostrazione a conoscenza zero.
- Walter, il guardiano (warden in inglese), può essere necessario per proteggere Alice e Bob in alcuni aspetti, dipendendo dal protocollo usato.[18]
- Wendy, l'informatrice, è un'infiltrata con accesso a informazioni privilegiate in grado di divulgare le informazioni.
- Zoe.[19]

## Intelligenza artificiale
Bob e Alice erano anche i nomi di due chatbot di intelligenza artificiale che nel luglio del 2017 salirono alle cronache internazionali quando gli sviluppatori della Georgia Tech al Facebook AI Research, avevano deciso di spegnerli, dopo che avevano iniziato a modificare l'inglese con il quale erano obbligati a negoziare. I due chatbot anche se stavano comunicando con una lingua modificata, avevano in ogni modo ottenuto quello per cui erano programmati. Seguirono numerose, divergenti, perplessità sul fatto di spegnere o meno i chatbot. Non furono i primi chatbot che iniziarono a creare una lingua propria per comunicare modificando la lingua con la quale erano stati programmati, nel precedente mese di aprile dello stesso anno i ricercatori dell'OpenAI di Elon Musk in un'intervista spiegarono che anche i loro bot avevano sviluppato un inglese abbreviato per comunicare più velocemente.